# Peregrin Tuk
Peregrin Tuk ali Pipin (v izvirniku Peregrin Took ali Pippin) iz slovite mnogoštevilčne hobitske rodbine Tukov je namišljena oseba iz Tolkienove mitologije. Pipin je daljni Frodov sorodnik. V Razendelu postane član slavne bratovščine prstana.
Pipina in njegovega prijatelja Merjadoka (Meda) so pri slapovih Raurosa, kjer se je Bratovščina razšla, ugrabili zlobni orki z namenom predati ju Sarumanu. Obema je uspelo pobegniti v gozd, kjer sta srečala enta Bradodreva - varuha  drevja, ta pa ju je prevzel v varstvo in skupaj z njima napadel Sarumanov Ajzengart. Pipin je svoji druščini povzročil veliko skrbi, saj ga je radovednost pogosto pripeljala do nevšečnosti. Njegova usoda je slavna saj se je kot vojščak Gondorja odlikoval v poslednji bitki pred črnimi vrati kjer je s svojim rezilom pokončal trola ter nasploh v vojni zastopal (z Medom) Hobite kot enega izmed narodov Srednjega sveta. 